# Nikodem Witkowski
Nikodem Witkowski (ur. 16 stycznia 1889 w Żukowcach, zm. w 1931) – chorąży piechoty Wojska Polskiego, kawaler Orderu Virtuti Militari

## Życiorys
Syn Zygmunta i Anny z domu Grzegorzy. Uczył się w Bobrujsku, gdzie po ukończeniu 4-klasowej szkoły elementarnej pomagał rodzicom prowadzić gospodarstwo rolne. W 1910 otrzymał powołanie do służby w szeregach armii rosyjskiej i został skierowany do szkoły podoficerskiej. Po jej ukończeniu walczył w 1914, podczas pierwszych walk armii rosyjskiej na froncie wschodnim pod Królewcem. Podczas walk 2 września został wzięty do niewoli.
Po uwolnieniu z niej 1 stycznia 1919 postanowił wstąpić do oddziału powstańców wielkopolskich. Otrzymał przydział do 4 kompanii żnińskiej z którą toczył walki na północnym odcinku frontu, m.in. pod Żninem, Szubinem oraz Rynarzewem. 7 stycznia 1919 oddziały niemieckie atakowały Żnin, a sierżant Witkowski mający karabin maszynowy oraz do pomocy jednego szeregowego miał za zadanie bronić placówki w Brzyzkorzystewku. Pomimo że został ranny w twarz, powstrzymał atak niemieckich żołnierzy, którzy byli wspierani ogniem 3 cekaemów oraz dział. Wiedząc, że może zostać otoczony przez wroga zdołał wycofać się o kilometr nadal prowadząc ogień w kierunku atakujących Niemców. Walczył do momentu nadejścia pomocy ze Żnina. Podczas walki zdobyto niemieckie karabiny maszynowe. Za czyny odznaczony Krzyżem Srebrnym Orderu Virtuti Militari.
Podczas wojny z bolszewikami był żołnierzem 1 kompanii 67 pułku piechoty. Podczas walk na Froncie Litewsko-Białoruskim został w pułku wyznaczony na dowódcę 2 kompanii. 12 stycznia 1921 został przeniesiony do 1 kompanii na stanowisko dowódcy plutonu. Otrzymał awans na stopień chorążego. Brak jest daty śmierci i gdzie został pochowany.
Był żonaty. Miał dzieci: Halinę, Melanię oraz Henryka.

## Ordery i odznaczenia
- Krzyż Srebrny Orderu Virtuti Militari (nr 4726)[1]
- Krzyż Walecznych[1]